# Allez ola olé
Chansons représentant la France au Concours Eurovision de la chanson
Et s'il fallait le faire
(2009) Sognu
(2011)
Singles de Jessy Matador
Mini Kawoulé (en)
(2009) Dansez (en)
(2011)
Allez ola olé est la chanson de Jessy Matador qui a représenté la France au Concours Eurovision de la chanson 2010 à Oslo le 29 mai 2010, classée 12e sur 25 en finale du concours.
La chanson a été choisie en interne par France 3 et la SACEM et annoncée le 24 février 2010. Allez ola olé sera utilisée par France Télévisions comme tube de l'été 2010 ainsi que pour promouvoir la Coupe du monde de football de 2010 en Afrique du Sud. Le titre fait d'ailleurs référence à l'album Music of the World Cup: Allez! Ola! Olé!, paru en 1998 lors de la Coupe du monde de football de 1998 tenue en France. Sur la scène de l'Eurovision, Jessy Matador s'est entouré de danseurs, choristes et de la chanteuse Jessie Fasano qui a interprété un couplet.
Allez ola olé est le premier extrait du second album de Jessy Matador intitulé Electro Soukouss sorti le 14 juin 2010. Il s'est vendu à 200 000 exemplaires en France.

## À l'Eurovision
Elle est intégralement interprétée en français, langue nationale, le choix de la langue étant toutefois libre depuis 1999.
Il s'agit de la dix-huitième chanson interprétée lors de la soirée, après Alyosha qui représentait l'Ukraine avec Sweet People et avant Paula Seling et Ovi qui représentaient la Roumanie avec Playing with Fire. À l'issue du vote, elle a obtenu 82 points, se classant 12e sur 25 chansons,.

## Liste des titres
- France CD Single

1. Allez ola olé (radio edit) – 2:52
2. Allez ola olé (radio edit Electro) – 3:14

- Allemagne CD Single

1. Allez ola olé (radio edit) – 2:52
2. Allez ola olé (radio edit Electro) – 3:14
3. Allez ola olé (vidéo clip) – 3:24

## Classement
| Classement (2010)                         | Meilleure position |
| ----------------------------------------- | ------------------ |
| Allemagne (Media Control AG)              | 17                 |
| Allemagne (Media Control) Téléchargements | 4                  |
| Autriche (Ö3 Austria Top 40)              | 63                 |
| Belgique (Flandre Ultratop 50 Singles)    | 4                  |
| Belgique (Wallonie Ultratop 50 Singles)   | 13                 |
| Danemark (Tracklisten)                    | 30                 |
| Europe (European Hot 100 Singles)         | 6                  |
| Finlande (Suomen virallinen lista)        | 7                  |
| France (SNEP)                             | 1                  |
| France Téléchargements (SNEP)             | 23                 |
| France Clubs (Club 40)                    | 1                  |
| Grèce (Nielsen)                           | 3                  |
| Irlande (IRMA)                            | 39                 |
| Luxembourg (Nielsen)                      | 4                  |
| Norvège (VG-lista)                        | 5                  |
| Royaume-Uni (UK Singles Chart)            | 81                 |
| Suède (Sverigetopplistan)                 | 34                 |
| Suisse (Schweizer Hitparade)              | 59                 |
| États-Unis (Hot Dance Club Songs)         | 88                 |

## Historique de sortie
| Pays      | Date         | Format         | Label        |
| --------- | ------------ | -------------- | ------------ |
| France    | 10 mai 2010  | Téléchargement | Wagram Music |
| France    | 25 mai 2010  | CD Single      | Wagram Music |
| Allemagne | 11 juin 2010 | CD Single      | Wagram Music |